# Nikël
Nikël is een plaats en voormalige gemeente in de stad (bashkia) Krujë in de prefectuur Durrës in Albanië. Sinds de gemeentelijke herindeling van 2015 doet Nikël dienst als deelgemeente en is het een bestuurseenheid zonder verdere bestuurlijke bevoegdheden. De plaats telde bij de census van 2011 9518 inwoners.